# Pseudodrifa
Pseudodrifa is een geslacht van neteldieren uit de klasse van de Anthozoa (bloemdieren).

## Soorten
- Pseudodrifa groenlandica (Molander, 1915)
- Pseudodrifa nigra (Pourtalès, 1868)
- Pseudodrifa racemosa (Studer, 1891)